# Rainton
Rainton – wieś w Anglii, w hrabstwie North Yorkshire, w dystrykcie (unitary authority) North Yorkshire. Leży 34 km na północny zachód od miasta York i 309 km na północ od Londynu.